# William Timken

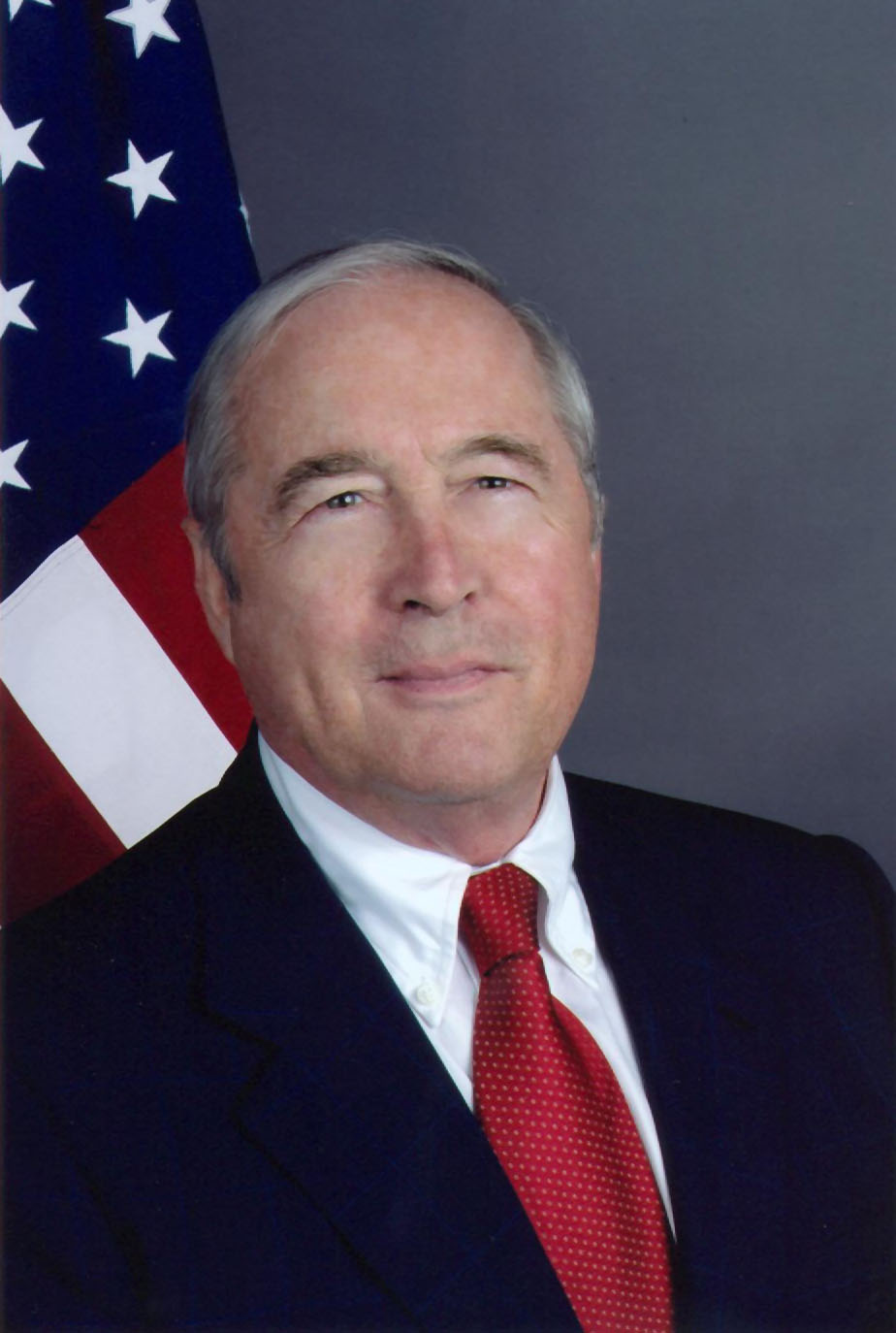
William Robert Timken, Jr.

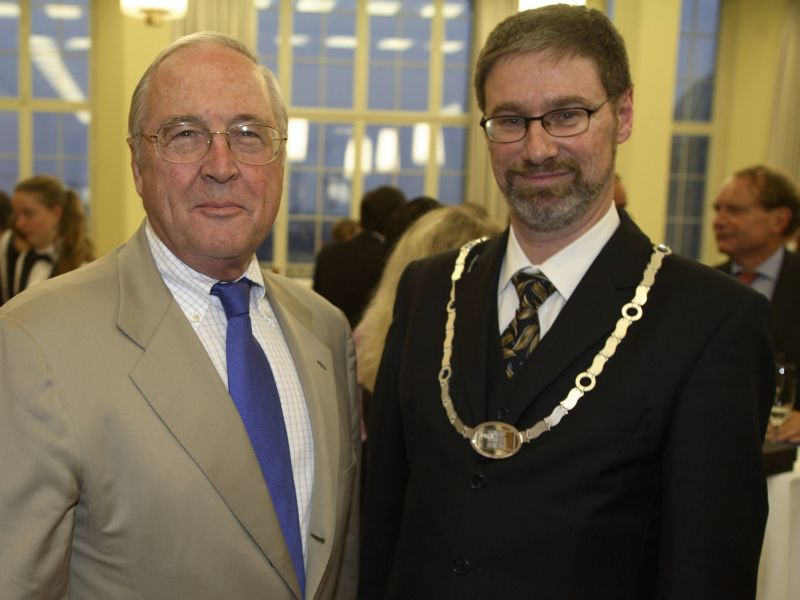
William Timken (links) und Lars-Hendrik Röller

William Robert Timken jr. (* 21. Dezember 1938 in Canton, Ohio) ist ein US-amerikanischer Geschäftsmann. Von 2005 bis Dezember 2008 war er Botschafter der Vereinigten Staaten in Berlin.

## Leben
Nach seiner High-School-Zeit studierte er bis 1960  an der Stanford University und danach an der Harvard Business School. Seit 1962 war er im familieneigenen Unternehmen Timken Company (ein Zulieferer der Automobilindustrie) tätig, den er von 1975 bis Ende 2003 leitete. Sein Urgroßvater Henry Timken stammte aus Tarmstedt bei Bremen und war 1838 als Siebenjähriger in die USA ausgewandert. Timken ist verheiratet und hat sechs Kinder. Vier Kinder stammen von seiner ersten Ehefrau Suzanne, von der er sich 1996 scheiden ließ. William Timken jr. ist Ritter der Französischen Ehrenlegion.

## Botschafter in Deutschland

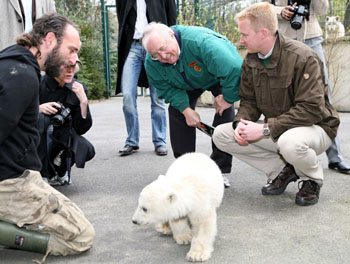
Timken mit Knut und Thomas Dörflein

In seiner Antrittsrede bezeichnete Timken eine effektive deutsch-amerikanische Kooperation als Schlüssel zu starken transatlantischen Beziehungen, was sehr im nationalen Interesse dieser beiden Länder sowie im Interesse der Welt liege.
Das amerikanische Außenministerium teilte zu Timkens Ernennung mit, angesichts der wirtschaftlichen Probleme Deutschlands sei bewusst ein Unternehmer nominiert worden, der die Situation bestens analysieren könne.
Bei seiner Ernennung hob die deutsche Presse hervor, dass er keine diplomatische Erfahrung besaß und – wie sein Vorgänger – kein Wort Deutsch sprach sowie die Tatsache, dass er den letzten Präsidentschaftswahlkampf des amtierenden US-Präsidenten George W. Bush mit Großspenden unterstützte und sich als emsiger Spendenaquisitor auszeichnete. Der politisch und diplomatisch unerfahrene Timken jr. war kein Karrierediplomat, sondern (wie etliche andere Botschafter auch) ein politischer Gesandter, der seine Tätigkeit durch großzügige Parteispenden erkaufte; er selbst sah das als Vorteil. Beobachter würdigten teilweise sein Engagement insbesondere bei Projekten zur Integration von Migranten. Dazu gehörte zum Beispiel ein Austauschprogramm für unterprivilegierte Schüler.
Kurz vor seiner planmäßigen Abberufung gab Timken der Welt am Sonntag ein Interview, in dem er die Verdienste von George W. Bush lobte und sich mehrfach kritisch über den neuen Präsidenten, Barack Obama, äußerte. Diesem warf er seinen unkritisch zugegebenen Drogenkonsum in früheren Jahren vor. Auch „Europas Medien“ sind von Timkens Abrechnung betroffen: „Mir tut leid, dass die europäischen Medien so einseitig berichten, statt die herrschende Meinung zu hinterfragen. Im Fall Bush waren sie schon sehr ungerecht.“
In seine Amtszeit als Botschafter fällt die Überwachung des Handys von Angela Merkel in Berlin, das die Botschaft in Berlin von 2002 bis 2013 ausspionierte.